# HD 37192
HD 37192，又名CD-33 2414，SAO 195986、HR 1909，是一颗恒星，视星等为5.78，位于銀經237.44，銀緯-29.49，其B1900.0坐标为赤經5h 31m 34.4s，赤緯-33° -29.49′ 51″。